# Portret van een onbekende vrouw (Judith Leyster)
Portret van een onbekende vrouw is een schilderij van Judith Leyster uit 1635. Dit is het enige bekende portret van een volwassene dat met zekerheid van Judith Leysters hand is. In 1999 werd een Portret van een man geveild dat bij die gelegenheid ook aan haar werd toegeschreven.

## Beschrijving
De onbekende vrouw behoorde waarschijnlijk tot het strenggelovige deel van de bevolking. Dit valt af te leiden uit haar zwarte, vrij ouderwetse kleding en het boek met zilveren sloten in haar hand, dat vermoedelijk het Nieuwe Testament bevat. De kleding is niet alleen sober en overwegend zwart (afgezien van de molensteenkraag en de kanten manchetten), maar is ook voorzien van bragoenen, de opstaande, opgevulde bandjes die bij het vliegerkostuum hoorden dat rond 1600 populair was en in 1635 voornamelijk nog door oudere vrouwen werd gedragen. Zelfs bij vrouwen van calvinistische dominees waren de armsgaten rond deze tijd voorzien van platte bandjes. De kleding van vrouwen die minder streng in de leer waren en de mode volgden, was rond deze tijd vaak bontgekleurd. Overigens draagt de vrouw op het schilderij geen vliegerkostuum.
Uit het schilderij blijkt dat Leyster de ontwikkeling van de vrouwenportretten van Frans Hals op de voet volgde en precies wist waar hij – ook op artistiek vlak – mee bezig was. De houding en de driehoekige compositie komen overeen met portretten die Hals rond 1630 maakte. Evenals vaak bij Hals het geval is laat Leyster de linkerarm op een leuning rusten, direct boven de onderlijst, waardoor een trompe-l'oeileffect ontstaat. Kenmerkend voor de portretten van Hals is ook dat de geportretteerden de kijker aankijken, waardoor de strengheid van de driehoekige compositie wordt doorbroken. Maar terwijl Hals' vrouwen vriendelijk maar toch wat afstandelijk uit het schilderij kijken, is de blik van de vrouw op Leysters portret complexer en raadselachtiger. Haar gezichtsuitdrukking is omschreven als "openhartig", met een houding die "zelfvertrouwen en vastberadenheid [uitstraalt] die echter wordt verzacht door de vage glimlach die om haar lippen speelt". Vanwege deze "geheimzinnige glimlach" is er wel gespeculeerd dat de vrouw een goede bekende of een familielid van Judith Leyster was. Het relatief kleine formaat van het schilderij kan erop wijzen dat het bestemd was voor een privévertrek in een Hollands huis.

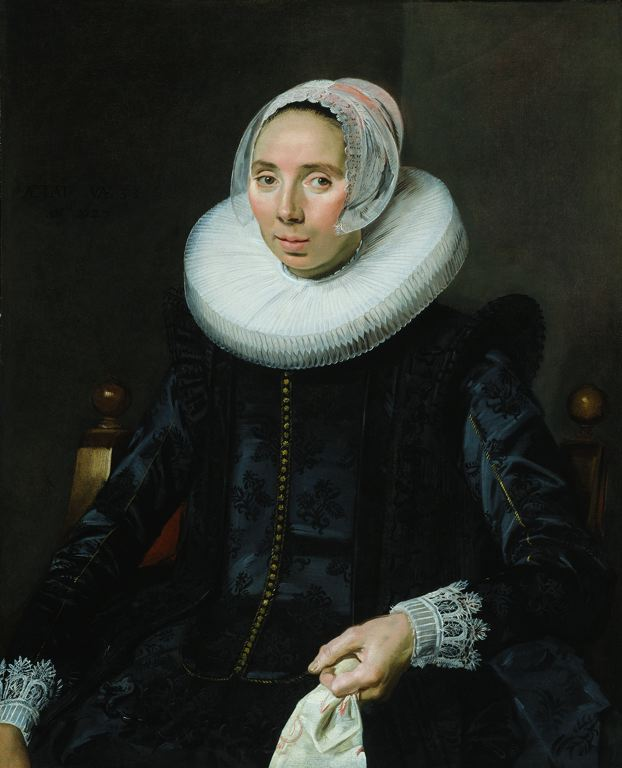
Frans Hals, Portret van een vrouw, 1627, Art Institute of Chicago
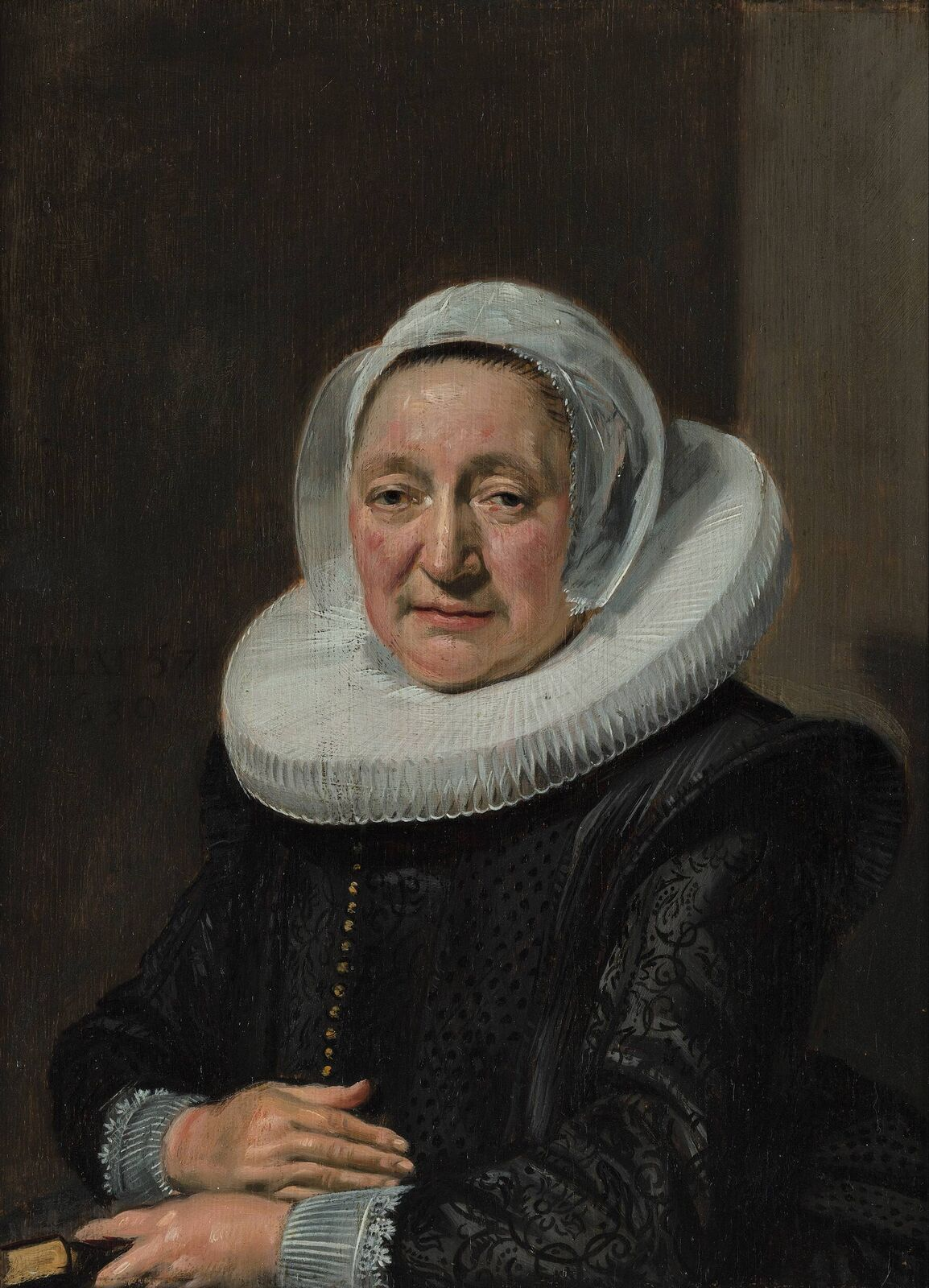
Frans Hals, Portret van een vrouw met een boek, 1639, Museum Boijmans Van Beuningen, Rotterdam
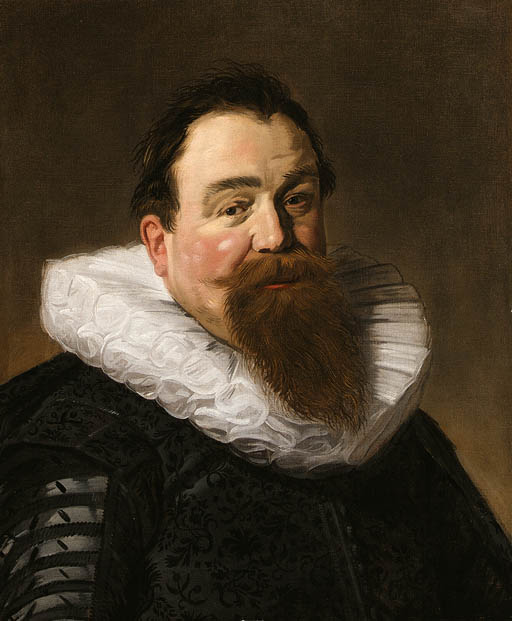
Toegeschreven aan Judith Leyster, Portret van een man, 68,5 × 56,5 cm, privéverzameling (veiling Christie's, 25 mei 1999, New York)

## Herkomst
Het schilderij werd bij de veiling van de verzameling Engert in Wenen in 1871 door kunsthandel Plach gekocht namens Albert baron von Rothschild. Het bleef in de familie tot de aankoop door het Frans Hals Museum in 1965.